# NGC 811
NGC 811 је спирална галаксија у сазвежђу Кит која се налази на NGC листи објеката дубоког неба.
Деклинација објекта је - 9° 6' 21" а ректасцензија 2h 4m 30,0s. Привидна величина (магнитуда) објекта NGC 811 износи 14,3 а фотографска магнитуда 15,3. NGC 811 је још познат и под ознакама NPM1G -09.0089, KUG 0201-093, PGC 7870.